# Albertslund
Albertslund är  huvudort i Albertslunds kommun i Danmark.   Den ligger på Själland i Region Hovedstaden, 14 km väster om Köpenhamn. Antalet invånare är 27 709. Albertslund har en S-tågsstation på linjen mellan Köpenhamn och Høje-Tåstrup.
Namnet "Albertslund" kommer från en gård som omnämns första gången 1836. Gården namngavs efter den franske adelsmannen och hovtandläkaren Albert de Rault de Ramsault de Tortonval som ägde gården under första halvan av 1800-talet.